# مارك بالارد
مارك بالارد هو سياسي بريطاني، ولد في 27 يونيو 1971 في ليدز في المملكة المتحدة. نشط حزبياً في Scottish Greens ‏. في الانتخابات النيابية العمومية الاسكتلندية 2003 ‏، انتخب عضو البرلمان الاسكتلندي الثاني ‏ عن دائرة لوثيان ‏ وقد انضم خلال فترته النيابية ‏ (1 مايو 2003 – 2 أبريل 2007) للكتلة البرلمانية Scottish Greens ‏.

## وصلات خارجية
- الموقع الرسمي